# Nigrán
Nigrán és un municipi de la província de Pontevedra a Galícia. Pertany a la Comarca de Vigo. Limita amb els de Baiona i Gondomar.
| 6.180 | 6.974 | 7.968 | 12.336 | 16.894 |
| Fonts: INE i IGE (Els criteris de registre censal variaren i les dades de l'INE i de l'IGE poden no coincidir.) |       |       |        |        |

## Parròquies
- Camos (Santa Baia)
- Chandebrito (San Xosé)
- Nigrán (San Fiz)
- Panxón (San Xoán)
- Parada (Santiago)
- Priegue (San Mamede)
- A Ramallosa (San Pedro)

## Persones il·lustres
- David Russell, guitarrista, nat a Glasgow, (Escòcia) i resident a Nigrán
- Francisco Fernández del Riego, escriptor gallec nascut a Lourenzá, (província de Lugo), fill adoptiu de Nigrán des de 2002
- Carlos Casares Mouriño
- Gonzalo Torrente Ballester, escriptor.
- Joaquín Urzáiz Cadaval, polític.